# Maliattha vialis
Maliattha vialis là một loài bướm đêm trong họ Noctuidae.